# Uudet kymmenen käskyä
Uudet kymmenen käskyä è il secondo album da studio del gruppo musicale thrash metal finlandese Stam1na, pubblicato il 10 maggio 2006.
L'album ha raggiunto la 3ª posizione nella classifica ufficiale degli album più venduti in Finlandia, mentre il singolo Likainen Parketti ha raggiunto la prima posizione nella classifica dei singoli.
Il brano Edessäni è stato pubblicato come singolo solo on-line.

## Tracce
1. Uudet kymmenen käskyä – 4:42
2. Merestä maalle – 4:01
3. Edessäni – 4:11
4. Viisi laukausta päähän – 3:53
5. Vapaa maa – 4:43
6. Lapsus – 3:48
7. Paperinukke – 4:02
8. Suhdeluku – 3:42
9. Likainen parketti – 4:48
10. Ovi – 4:43
11. Kaksi reittiä yksi suunta – 5:23